# 米倫巴赫河 (施瓦茨巴赫河支流)
52°4′14.24″N 8°27′30.75″E / 52.0706222°N 8.4585417°E
米倫巴赫河（德語：Mühlenbach），是德國的河流，位於該國西部，處於北萊茵-威斯特法倫州，屬於施瓦茨巴赫河的右支流，河道全長2.7公里，發源自威斯特法倫地區韋爾特，河口處在比勒費爾德。